# Gasparo Angiolini
Domenico Maria Gasparo Angiolini, zwany Angelo Gasparini (ur. 9 lutego 1737 we Florencji, zm. 6 lutego 1803 w Mediolanie) – włoski tancerz, choreograf i kompozytor.

## Życiorys
Początkowo działał w różnych teatrach włoskich, jako choreograf debiutował w 1757 roku w Teatro Regio w Turynie. W latach 1758–1765 przebywał w Wiedniu, następnie 1765–1772, 1776–1779 i 1782–1786 przebywał w Petersburgu. Pracował dla mediolańskiej La Scali i Opery Paryskiej. Współpracował z Franzem Hilverdingiem i Ch.W. Gluckiem przy stworzeniu nowego gatunku tzw. ballet d’action o silnych cechach dramatycznych, w którym taniec był ściśle związany z muzyką i treścią libretta. Polemizował z Jeanem-Georges’em Noverre’em. Wspólnie z Gluckiem stworzył balety Don Juan (1761) i Semiramida (1765). Podczas pobytu w Petersburgu napisał kilka baletów, do których sam skomponował muzykę.
Napisał prace teoretyczne Dissertation sur les ballets-pantomimes des Anciens (1765) i Lettere de Gasparo Angiolini a Monsieur Novelle sopra i balli pantomimi (1773).